# Consorti dei sovrani di Carignano
Le Principesse di Carignano erano le consorti dei Principi di Carignano di casa Savoia. L'elenco termina con Carlo Alberto di Savoia, nel 1831, dopo che egli divenne re di Sardegna. Le regine di Sardegna e successivamente d'Italia utilizzarono il titolo di "principessa di Carignano" come parte del loro titolo completo che comprendeva molti altri titoli nobiliari.
Il feudo di Carignano apparteneva ai Savoia sin dal 1418,  e il fatto che facesse parte del Piemonte, a soli 20 km a sud di Torino, significava che potesse essere un "Principato" per Tommaso solo di nome, non essendo dotato d'indipendenza, né ricavi di sostanza. Invece di ricevere un significante patrimonio, Tommaso sposò nel 1625 Maria di Borbone, sorella e co-erede di Luigi di Borbone-Soissons, che sarebbe stato ucciso nel 1641 mentre fomentava la ribellione contro il cardinale Richelieu.

## Principessa di Carignano

### De facto
| Immagine | Nome                                            | Padre                                                           | Nascita          | Matrimonio        | Diventò principessa                | Cessò di essere principessa               | Morte            | Consorte           |
| -------- | ----------------------------------------------- | --------------------------------------------------------------- | ---------------- | ----------------- | ---------------------------------- | ----------------------------------------- | ---------------- | ------------------ |
|          | Maria di Borbone-Soissons                       | Carlo di Borbone, conte di Soissons (Borbone)                   | 3 marzo 1606     | 6 gennaio 1625    | 6 gennaio 1625                     | 22 gennaio 1656 morte del marito          | 3 giugno 1692    | Tommaso Francesco  |
|          | Maria Caterina d'Este                           | Borso d'Este (Este)                                             | 1 marzo 1656     | 7 novembre 1684   | 7 novembre 1684                    | 21 aprile 1709 morte del marito           | 16 luglio 1722   | Emanuele Filiberto |
|          | Vittoria Francesca di Savoia                    | Vittorio Amedeo II, re di Sardegna (Savoia)                     | 10 febbraio 1690 | 7 novembre 1714   | 7 novembre 1714                    | 4 aprile 1741 morte del marito            | 8 luglio 1766    | Vittorio Amedeo I  |
|          | Cristina Enrichetta d'Assia-Rheinfels-Rotenburg | Ernesto Leopoldo, langravio d'Assia-Rotenburg (Assia-Rotenburg) | 21 novembre 1717 | 4 maggio 1740     | 4 aprile 1741 ascesa del marito    | 1 settembre 1778                          | 1 settembre 1778 | Luigi Vittorio     |
|          | Giuseppina Teresa di Lorena-Armagnac            | Luigi Carlo di Lorena, principe di Lambesc (Lorena)             | 26 agosto 1753   | 18 ottobre 1768   | 16 dicembre 1778 ascesa del marito | 10 settembre 1780 morte del marito        | 8 febbraio 1797  | Vittorio Amedeo II |
|          | Maria Cristina di Sassonia                      | Carlo di Sassonia, duca di Curlandia (Wettin)                   | 7 dicembre 1770  | 24 ottobre 1797   | 24 ottobre 1797                    | 16 agosto 1800 morte del marito           | 24 novembre 1851 | Carlo Emanuele     |
|          | Maria Teresa di Toscana                         | Ferdinando III, granduca di Toscana (Asburgo-Lorena)            | 21 marzo 1801    | 30 settembre 1817 | 30 settembre 1817                  | 27 aprile 1831 diventa Regina di Sardegna | 12 gennaio 1855  | Carlo Alberto      |

### De jure
Come notato, il Principato fu acquistato da Luigi Giovanni Maria di Borbone; come tale il titolo nasce dalla moglie modenese; alla sua morte passò alla figlia per eredità. Il titolo fu confiscato a Luisa Maria Adelaide durante la rivoluzione francese.
| Immagine | Nome                            | Padre                                                   | Nascita        | Matrimonio       | Diventò Principessa          | Cessò di essere Principessa                      | Morte          | Consorte                             |
| -------- | ------------------------------- | ------------------------------------------------------- | -------------- | ---------------- | ---------------------------- | ------------------------------------------------ | -------------- | ------------------------------------ |
|          | Maria Teresa Felicita d'Este    | Francesco III, duca di Modena (Este)                    | 6 ottobre 1726 | 29 dicembre 1744 | 1751                         | 30 aprile 1754                                   | 30 aprile 1754 | Luigi Giovanni di Borbone-Penthièvre |
|          | Luisa Maria Adelaide di Borbone | Luigi Giovanni di Borbone, duca di Penthièvre (Borbone) | 13 marzo 1753  | 8 maggio 1768    | 4 marzo 1793 morte del padre | 1793 titolo confiscato dalla Repubblica Francese | 23 giugno 1821 | Filippo d'Orléans                    |